# Weißkugelhütte
Die Weißkugelhütte (italienisch Rifugio Pio XI) ist eine Schutzhütte im Südtiroler Teil der Ötztaler Alpen.

## Lage und Zustieg
Die Hütte liegt am Ende des Langtauferer Tals hoch über dem Langtauferer Ferner auf einer Höhe von 2544 m s.l.m. Neben der Hütte steht eine kleine Kapelle.
Der Zustieg erfolgt vom westlich gelegenen Melag auf mehreren Wegvarianten in rund 2½ bis 3 Stunden. Der 2007 eingerichtete Gletscherlehrpfad Langtaufers führt über den Talboden und dann von Osten zur Hütte.

## Geschichte

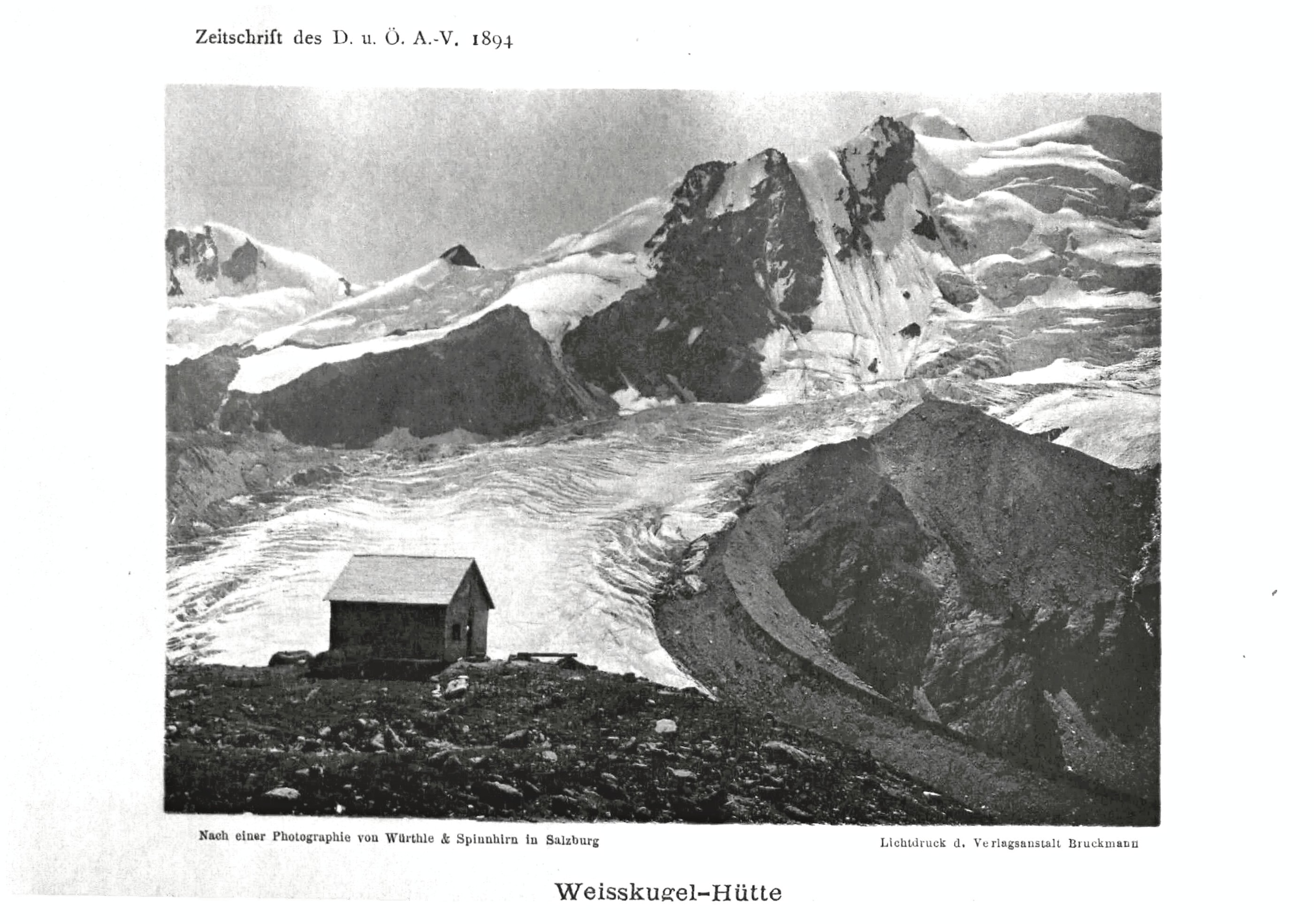
Weißkugelhütte um 1894

Die Hütte wurde in den Jahren 1892–1893 von der Sektion Frankfurt am Main des DuÖAV erbaut und noch vor dem Ersten Weltkrieg an die Sektion Mark Brandenburg abgegeben. Die Hütte wurde 1919 enteignet und stand bis 1924 unter militärischer Verwaltung; 1925 wurde sie dann der Sektion Desio des CAI übergeben. Zum hundertsten Geburtstag des aus Desio stammenden Papstes Pius XI. wurde sie 1957 in Rifugio Pio XI alla Palla Bianca umbenannt.
Zusammen mit 24 weiteren vom Staat enteigneten Schutzhütten ging die Weißkugelhütte 1999 in das Eigentum der Autonomen Provinz Bozen – Südtirol über; mit Jahresende 2010 lief die Konzession zu deren Führung durch den CAI aus. 2011 beschloss die Landesregierung aufgrund des schlechten baulichen Zustandes den Abriss und die Neuerrichtung der Hütte. Seit 2015 wird das Land Südtirol bei der Verwaltung der Hütte (Vergabe an Pächter, Überwachung der Führung, Sanierungsmaßnahmen) durch eine paritätische Kommission unterstützt, in der neben der öffentlichen Hand auch der AVS und der CAI vertreten sind.

## Touren und Übergänge von der Weißkugelhütte

### Touren / Gipfelbesteigungen
Hausberg der Hütte ist der Schmied (auch Adlerkopf, Höhenangaben uneinheitlich, 3122 m, 3170 m und 3207 m), der rund 600 Höhenmeter nördlich der Hütte aufragt und in etwa 2 Stunden erreicht werden kann. Von seinem Gipfel ergibt sich ein schöner Ausblick auf die anderen Gipfelziele der Weißkugelhütte:
- Weißkugel, 3739 m
- Weißseespitze, 3526 m
- Innerer Bärenbartkogel, 3557 m
- Äußerer Bärenbartkogel, 3473 m
- Langtauferer Spitze, 3529 m
- Vordere Karlesspitze, 3230 m
- Nock, 3006 m

### Übergänge zu anderen Hütten
- Brandenburger Haus, 3272 m, Gehzeit 3¼ Stunden
- Gepatschhaus, 1928 m, Gehzeit 6 Stunden
- Hohenzollernhaus, 2123 m, Gehzeit 8 Stunden
- Rauhekopfhütte, 2731 m, Gehzeit 4 Stunden
- Vernagthütte, 2755 m, Gehzeit 5½ Stunden
- Oberetteshütte, 2677 m, Gehzeit 8 Stunden
- Schöne-Aussicht-Hütte, 2842 m, Gehzeit 5½ Stunden

## Karten
- Alpenvereinskarte Blatt 30/2 Ötztaler Alpen - Weißkugel (1:25.000)[8]
- Tabacco Blatt 043 Vinschgauer Oberland - Alta Val Venosta (1:25.000)[9]